# Regione dell'Estremo Nord
La regione dell'Estremo Nord (Far North Region  in inglese e Région de l'Extrême-Nord in francese) è una delle 10 Regioni del Camerun, ed è situata nella parte settentrionale del paese ed il suo capoluogo è la città di Maroua.

## Geografia fisica
Confina a nord, est e sud-est con il Ciad, a sud-ovest con la Regione del Nord e a ovest con la Nigeria.

## Storia
Il 12 novembre 2008 la provincia è stata sostituita dalla regione.

## Geografia antropica

### Suddivisioni amministrative
La regione è divisa in 6 dipartimenti.	
| Dipartimento   | Capoluogo |  |
| Diamaré        | Maroua    |  |
| Logone e Chari | Kousséri  |  |
| Mayo-Danay     | Yagoua    |  |
| Mayo-Kani      | Kaéle     |  |
| Mayo-Sava      | Mora      |  |
| Mayo-Tsanaga   | Mokolo    |  |